# Artigas Sportivo Club (Melo)
El Artigas Sportivo Club o simplemente Artigas es una institución de fútbol con sede en la ciudad de Melo, en el Departamento de Cerro Largo, Uruguay. Fue fundado el 21 de junio de 1911.
Es uno de los grandes del fútbol departamental de Cerro Largo, es el único equipo del departamento en ganar la Copa El País en 1993. Es fundador de la Asociación Departamental de Fútbol de Cerro Largo (1914) y también es el único que nunca militó en la Divisional B.

## Uniforme
- Uniforme titular: Camiseta con bastones verticales rojos y blanco, pantalón azul, medias azules.
- Uniforme alternativo: Camiseta blanca, short blanco, medias azules.

## Títulos
- Campeonatos Locales: (17) 1918, 1921, 1930, 1931, 1932, 1933, 1945, 1965, 1966, 1969, 1972, 1975, 1981, 1992, 2002, 2003, 2011.

- Campeonatos Nacionales: Copa El País (1): 1993 de forma invicta.